# Affile
Affile je italská obec v oblasti Lazio. Nachází se asi 80 kilometrů od Říma. Žije zde přibližně 1 400 obyvatel.

## Geografie
Sousední obce: Arcinazzo Romano, Bellegra, Rocca Santo Stefano, Roiate, Subiaco.

## Vývoj počtu obyvatel
Počet obyvatel

## Památky
- Kostel Santa Felicita, sakrální stavba zasvěcená patronce obce
- Kostel San Pietro
- Kostel Santa Maria
- Kostel Santi Sebastiano e Rocco
- zbytky římského opevnění

## Ekonomika
Na území obce je pěstováno víno Cesanese di Affile DOC. V minulosti zde působil významný rod varhanářů.